# لبتين
اللبتين هرمون بروتيني، ينتجه ويفرزه النسيج الدهني Adipose tissue خاصة النسيج الدهني الأبيض. ويلعب اللبتين دوراً هاماً في استهلاك الطاقة وتنظيم استهلاكها، بما في ذلك الشهية والتمثيل الغذائي والأيض (وتتركز مستقبلات اللبتين في الوطاء Hypothalamus). وتؤدي زيادة كمية النسيج الدهني إلى زيادة تركيز اللبتين، مما ينتج عنه خفض استهلاك الطعام، لأنه يلعب دورا مضادا لهرمون NPY الذي يفرز من الوطاء. بالإضافة لذلك يزيد هذا الهرمون ضغط الدم ونبضات القلب. ولأنه يفرز من النسيج الدهني، بمعنى آخر من دهون الجسم، فإن البدناء معرضون لمثل هذه المضاعفات. وفي دراسة حديثة، اتضح أن هرمون اللبتين يلعب دورا هاما في خفض معدل السكر في الدم. ولهذا السبب قد يكون البديلَ المناسبَ للإنسولين لمرضى السكر من الدرجة الأولى.
اللبتين والسمنة
هرمون اللبتين يلعب دورا هاما واساسيا في السمنه حيث انه زيادة هرمون اللبتين يقلل الاحساس بالجوع ويعطي احساسا بالشبع الا انه ليس المتحكم الوحيد بهذا الموضوع هناك العديد من الهرمونات المسيطرة على التحكم بالجوع والشبع منها Neuropeptide Y نيوروببتايد واي والكرلين Ghrelin والعديد من الهرمونات الاخرى 